# Cosmología bíblica

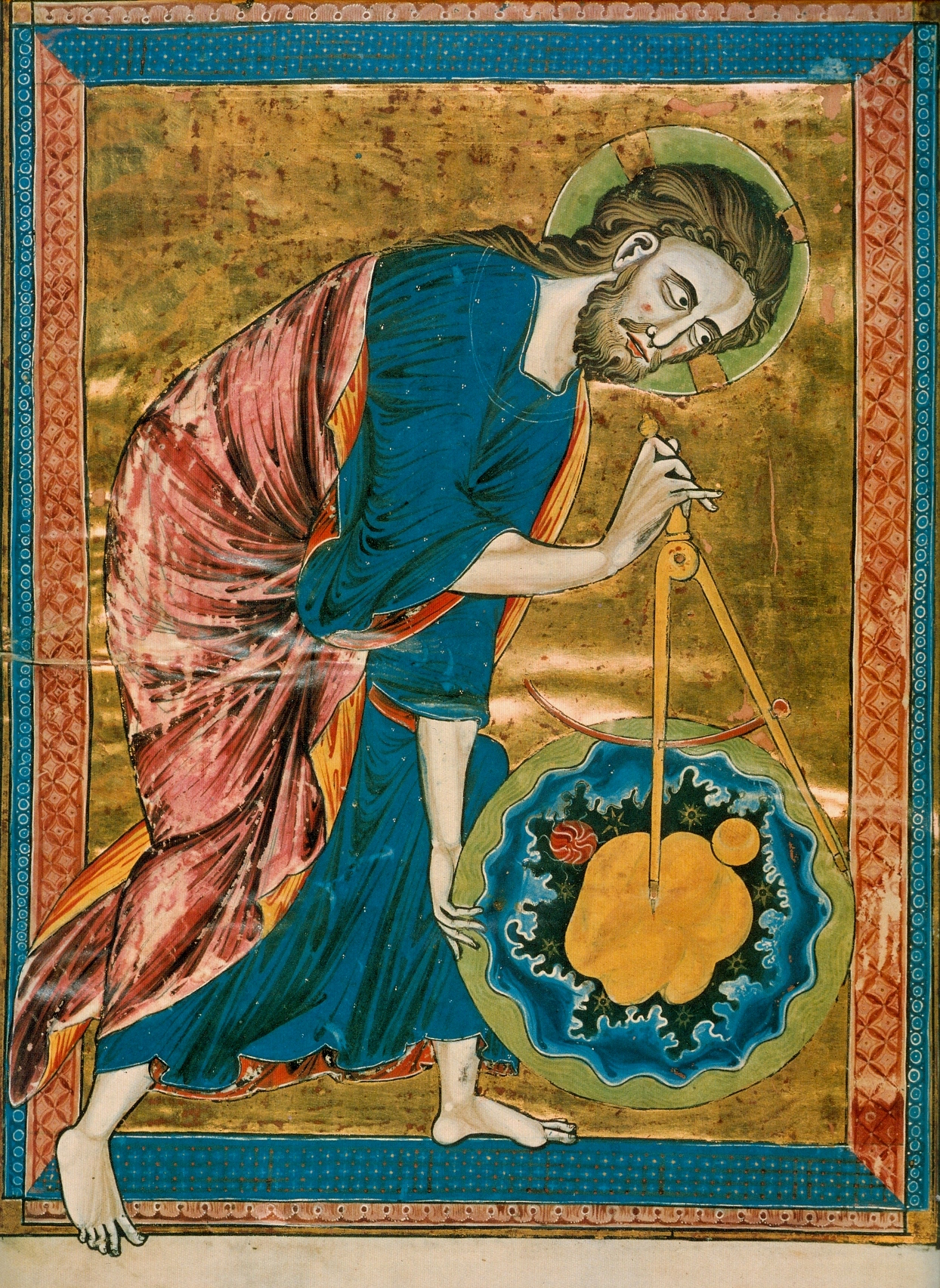
Dios creando el cosmos (Biblia moralizada,)

La cosmología bíblica es la descripción del Mundo en los textos de la Biblia.
La Biblia se compone de dos grandes partes, la Biblia hebrea, llamada Antiguo Testamento y la Biblia griego-aramea, conocida como Nuevo Testamento. Es una colección de libros que se  formó a lo largo de muchos siglos, con la participación de muchos autores.  Los textos bíblicos tampoco representan necesariamente las creencias de todos los judíos o cristianos en el momento en que fueron escritos: la mayoría de los textos que componen la Biblia hebrea o el Antiguo Testamento en particular representan las creencias de una parte de los antiguos israelitas, los habitantes de la provincia de Judea, tal como las profesaban en los tiempos posteriores al Exilio.
Los antiguos israelitas imaginaban el universo como una Tierra plana en forma de disco flotando sobre el agua, con el cielo arriba y el inframundo abajo. Los humanos habitaban la tierra durante la vida y el inframundo después de la muerte; no había manera de que los mortales pudieran entrar al cielo, y el inframundo era moralmente neutral;  sólo en la época helenística (después de c. 330 a. C.
) los judíos comenzaron a adoptar la idea griega de que sería un lugar de castigo por las malas acciones y que los justos disfrutarían de una vida futura en el cielo.  También en este período la antigua cosmología de tres niveles dio paso en gran medida al concepto griego de una Tierra esférica suspendida en el espacio en el centro de una serie de cielos concéntricos. 
Las palabras iniciales de la narración de la creación del Génesis (Génesis 1:1–26) resumen la visión de los editores bíblicos sobre cómo se originó el cosmos: "En el principio creó Dios los cielos y la tierra"; Yahvé, el Dios de Israel, el único responsable de la creación y sin rival alguno, lo que implica la superioridad de Israel sobre todas las demás naciones.  Los pensadores judíos posteriores, adoptando ideas de la filosofía griega, llegaron a la conclusión de que la Sabiduría, la Palabra y el Espíritu de Dios penetraban todas las cosas y les daban unidad.  El cristianismo, a su vez, adoptó estas ideas e identificó a Jesús con el Logos (Verbo): "En el principio era el Verbo, y el Verbo era con Dios, y el Verbo era Dios" (Juan 1:1).  La interpretación y producción de exposiciones de la cosmología bíblica se formalizó en un género de escritura entre cristianos y judíos llamado literatura hexaemal. El género se puso de moda en la segunda mitad del siglo IV, después de que el Hexaemeron de Basilio de Cesarea lo introdujera en los círculos cristianos.

## Cosmogonía (orígenes del cosmos)

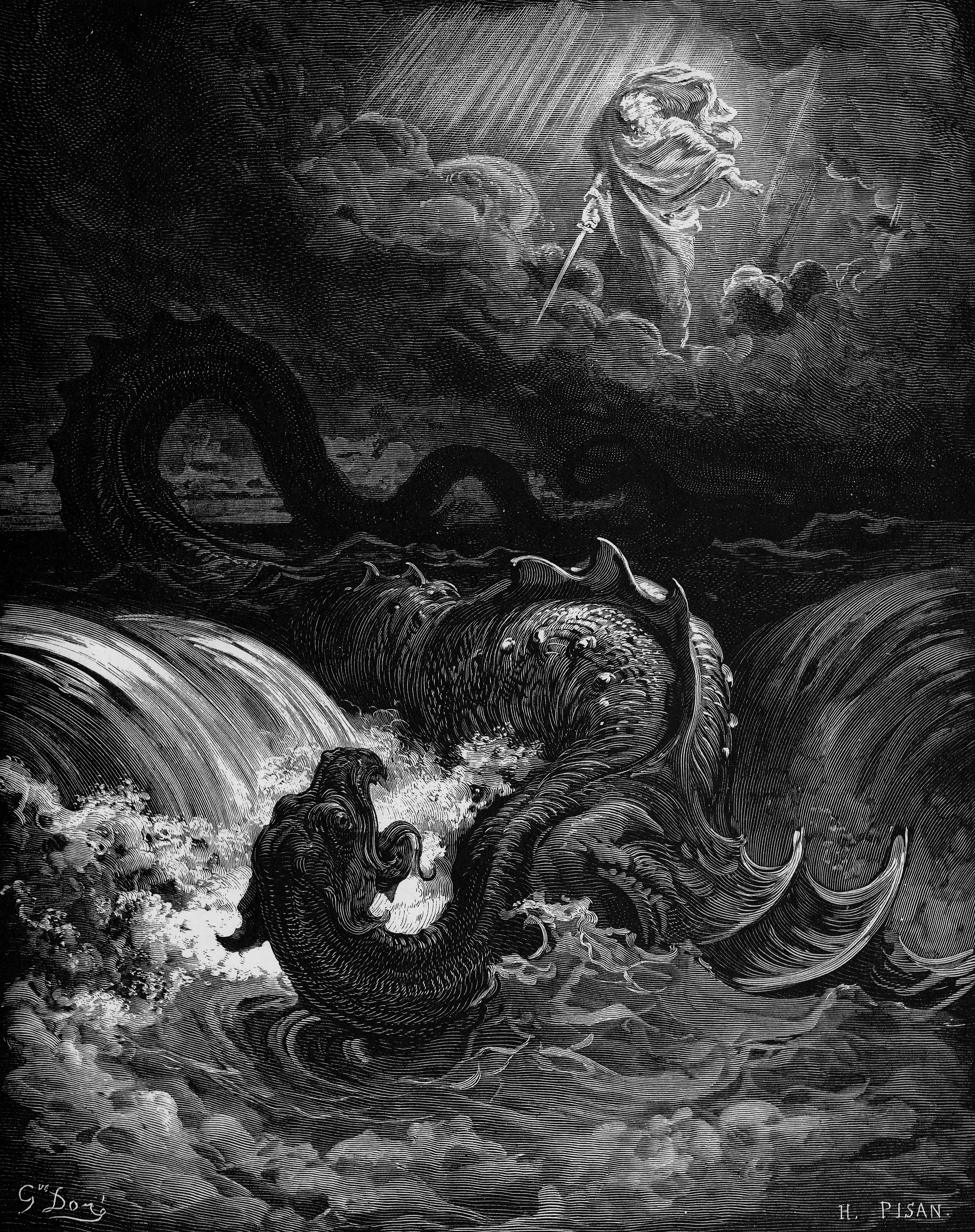
La destrucción del Leviatán (Gustave Doré, 1865)

### Batalla divina y discurso divino.
En el antiguo Israel existían dos modelos diferentes del proceso de creación. En el modelo «logos» (discurso), Dios habla y da forma a la materia latente y sin resistencia para darle existencia y orden efectivos (Salmo 33: «Por la palabra de Yahweh fueron hechos los cielos, y por el soplo de su boca todos sus ejércitos; él reúne levanta las aguas como un montículo, guarda el Abismo en bóvedas»); en el segundo modelo, o «agon» (lucha), Dios combate contra los monstruos del mar al principio del mundo para marcar su soberanía y poder.  El Salmo 74 evoca el modelo del agón: comienza con un lamento por el abandono de Dios de su pueblo y sus tribulaciones, luego le pide que recuerde sus hechos pasados: "Tú fuiste quien destrozó el mar con tu fuerza, quien golpeó las cabezas de los monstruos en las aguas; Tú fuiste quien aplastó las cabezas de Leviatán, quien las dejó como alimento para los habitantes del desierto...". En esta visión del mundo los mares son fuerzas primordiales del desorden, y la obra de la creación es precedido de un combate divino (o  teomaquia).
La creación en el modelo «agón» toma la siguiente historia: (1) Dios como guerrero divino lucha contra los monstruos del caos, que incluyen el Mar, la Muerte, el Tanino y el Leviatán ; (2) El mundo de la naturaleza se une a la batalla y los monstruos del caos son derrotados; (3) Dios está entronizado en una montaña divina, rodeado de deidades menores; (4) Él habla, y la naturaleza produce el mundo creado,  o para los griegos, el cosmos. Este mito fue retomado en la literatura apocalíptica judía y cristiana posterior y proyectado hacia el futuro, de modo que la batalla cósmica se convierte en el acto decisivo al final de la historia del mundo:  así el Libro del Apocalipsis (finales del siglo I d. C.)) cuenta cómo, después de la victoria final de Dios sobre los monstruos marinos, se inaugurarán Nuevos Cielos y Nueva Tierra en un cosmos en el que "no habrá más mar" (Apocalipsis 21:1).
La narrativa de la creación del Génesis (Génesis 1) es el mito de la creación del «logos» por excelencia. Comienza con las tinieblas y el océano primordial increado: Dios separa y restringe las aguas, pero no las creade la nada.  Dios inicia cada acto creativo con una palabra hablada («Dios dijo: Hágase...»), y lo finaliza con el nombramiento de un nombre.  La creación mediante el habla no es exclusiva del Antiguo Testamento: ocupa un lugar destacado en algunas tradiciones egipcias.  Sin embargo, hay una diferencia entre las mitologías logos egipcia y hebrea: en Génesis 1 la palabra divina de los Elohim es un acto de «hacer»; la palabra del dios creador egipcio, por el contrario, es una activación casi mágica de algo inherente a la precreación: como tal, va más allá del concepto de fiat (acto divino) a algo más parecido al Logos del Evangelio de Juan. 

### Denominación: Dios, Sabiduría, Torá y Cristo
En el mundo antiguo, las cosas no existían hasta que eran nombradas: "El nombre de un ser vivo o de un objeto era... la esencia misma de lo que se definía, y la pronunciación de un nombre era crear lo que se decía".  El Antiguo Testamento anterior al exilio (antes de 586 a. C.) no permitía iguales a Yahvé en el cielo, a pesar de la existencia continua de una asamblea de deidades sirvientes subordinadas que ayudaban a tomar decisiones sobre asuntos en el cielo y la tierra. Los escritores post-exílicos de la tradición de la Sabiduría (por ejemplo, el Libro de los Proverbios, el Cantar de los Cantares, etc.) desarrollan la idea de que la Sabiduría, posteriormente identificada con la Torá, existió antes de la creación y fue utilizada por Dios para crear el universo:  "Presente desde el principio, la Sabiduría asume el papel de maestro constructor mientras Dios establece los cielos, restringe las aguas caóticas y da forma a las montañas y los campos". Tomando prestadas ideas de los filósofos griegos que sostenían que la razón unía al universo, la tradición de la Sabiduría enseñó que la Sabiduría, la Palabra y el Espíritu de Dios eran la base de la unidad cósmica.  El cristianismo, a su vez, adoptó estas ideas y las aplicó a Jesús: la Epístola a los Colosenses llama a Jesús «...imagen del Dios invisible, primogénito de toda la creación...», mientras que el Evangelio de Juan lo identifica con el creador. palabra («En el principio era el Verbo, y el Verbo estaba con Dios, y el Verbo era Dios»). 

## Cosmografía (forma y estructura del cosmos)

El cosmos del Antiguo Testamento.

### Cielos, tierra y inframundo.
La Biblia Hebrea representa un mundo de tres partes, con los cielos (shamayim) arriba, la tierra (éretz) en el medio y el inframundo (sheol) abajo.  Después del siglo IV a. C., esto fue reemplazado gradualmente por una cosmología científica griega de una tierra esférica rodeada por múltiples cielos concéntricos. 

### El océano cósmico
El mundo tripartito de cielos, tierra e inframundo flotaba en Tehom, el océano cósmico mitológico, que cubrió la tierra hasta que Dios creó el firmamento para dividirla en porciones superior e inferior y revelar la tierra seca. Desde entonces, el mundo ha estado protegido del océano cósmico por la sólida cúpula celeste o firmamento.
El tehom es, o era, hostil a Dios: se enfrentó a él en el principio del mundo (Salmo 104:6ss), pero huyó de la tierra firme ante su reprensión; ahora le ha fijado un límite o barrera que no puede traspasar (Jeremías 5:22 y Job 38:8-10).  El mar cósmico es el hogar de los monstruos que Dios vence: "¡Con su poder calmó el mar, con su inteligencia hirió a Rahab!" (Job 26:12s).  (Rahab es un monstruo marino exclusivamente hebreo; otros, incluidos Leviatán y el tanino, o dragones, se encuentran en textos ugaríticos ; no está del todo claro si son idénticos a Mar o son ayudantes de Mar). El "mar de bronce" que se encontraba en el patio del Templo de Jerusalén probablemente corresponde al "mar" de los templos babilónicos, que representa el apsu, el océano cósmico.
En el Nuevo Testamento, la conquista del mar tempestuoso por parte de Jesús muestra a la deidad conquistadora aplastando las fuerzas del caos: una simple palabra de orden del Hijo de Dios aquieta al enemigo (Marcos 4:35-41), quien luego pisotea a su enemigo. (Jesús caminando sobre el agua - Marcos 6:45, 47–51). En el Apocalipsis, donde el Arcángel Miguel expulsa al dragón (Satanás) del cielo ("Y estalló la guerra en el cielo, y Miguel y sus ángeles atacaban al dragón..." – Apocalipsis 12:7), el motivo se remonta a Leviatán en Israel y Tiamat, el océano-caos, en el mito babilónico, identificado con Satán mediante una interpretación de la serpiente en el Edén. 

### Cielos

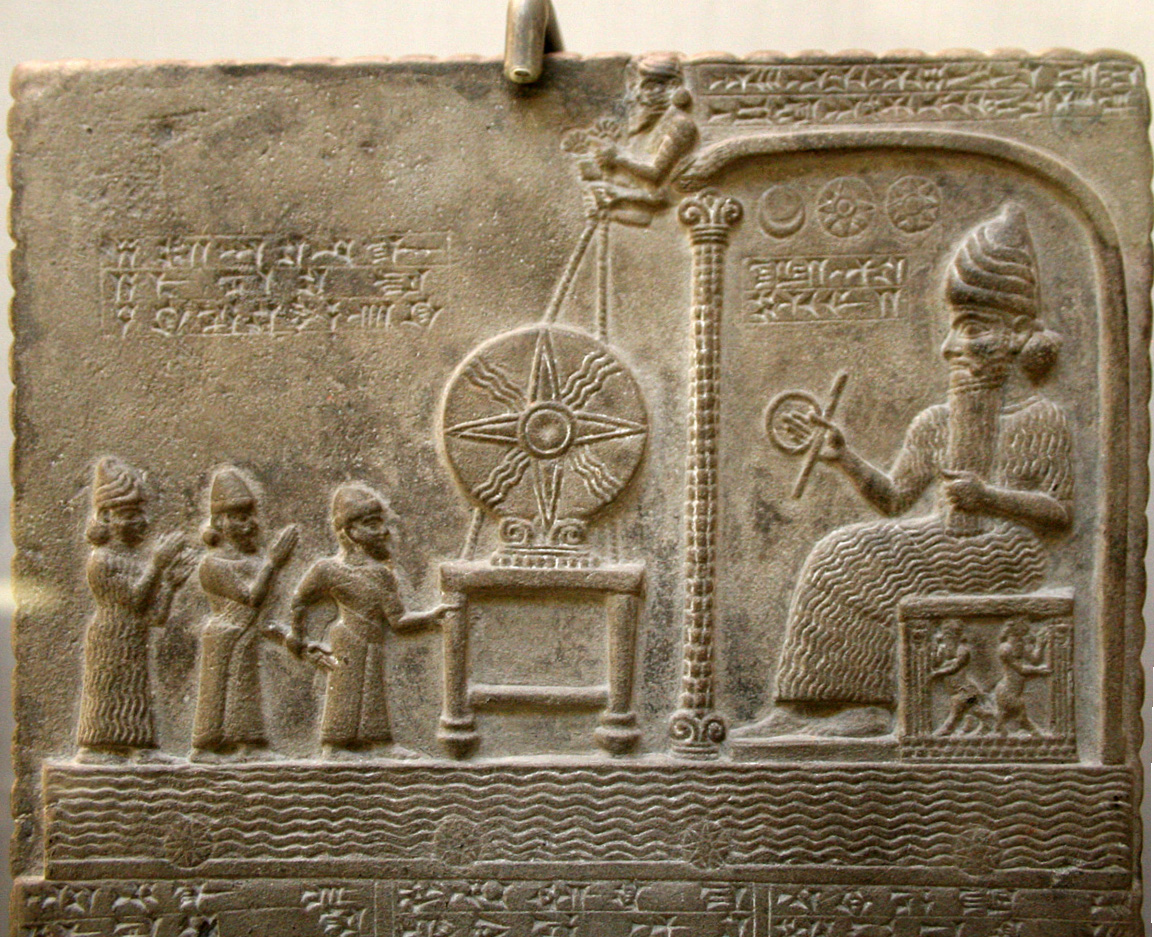
La Tabla de Shamash representa una escena en el cielo, con aguas celestiales debajo, sostenidas por una base sólida, con cuatro estrellas.

#### Forma y estructura
En el Antiguo Testamento la palabra shamayim representaba tanto el cielo/atmósfera como la morada de Dios. la raqia o firmamento – el cielo visible – era un cuenco sólido invertido sobre la tierra, coloreado de azul por el océano celestial que estaba encima. La lluvia, la nieve, el viento y el granizo se guardaron en almacenes fuera de la raqia, que tenía "ventanas" para permitirles entrar: las aguas del diluvio de Noé entraron cuando se abrieron las "ventanas del cielo". El cielo se extendía hasta y era colindante (es decir, tocaba) los confines más lejanos de la tierra (por ejemplo, Deuteronomio 4:32);  los humanos que miraban desde la tierra vieron el piso del cielo, que también vieron como el trono de Dios, hecho de lapislázuli azul claro (Éxodo 24:9-10) y (Ezequiel 1:26). Debajo había una capa de agua, la fuente de la lluvia, que estaba separada de nosotros por una barrera impenetrable, el firmamento (Génesis 1:6-8). La lluvia también puede almacenarse en cisternas celestiales (Job: 38:37) o depósitos (Deuteronomio 28:12) junto a los depósitos para el viento, el granizo y la nieve.
Gramaticalmente la palabra shamayim puede ser dual (dos) o plural (más de dos), sin descartar el singular (uno). Como resultado, no está claro si había uno, dos o más cielos en el Antiguo Testamento, pero lo más probable es que solo hubiera uno, y frases como "cielo de los cielos" pretendían enfatizar la inmensidad de El reino de Dios. 
Los babilonios tenían una idea más compleja del cielo, y durante el exilio babilónico (siglo VI a. C.) la influencia de la cosmología babilónica llevó a la idea de una pluralidad de cielos entre los judíos. Esto continuó en el Nuevo Testamento: El Apocalipsis aparentemente tiene un solo cielo, pero la Epístola a los Hebreos y las epístolas a los Colosenses y a los Efesios tienen más de uno, aunque no especifican cuántos, y el apóstol Pablo narra su visita al tercer cielo, el lugar, según el pensamiento contemporáneo, donde se encuentra el jardín del Paraíso.  La referencia al "tercer cielo" puede referirse a uno de los dos sistemas cosmológicos presentes en la antigüedad: uno donde el cosmos estaba dividido en siete cielos, y el otro donde el cosmos estaba dividido en tres.

#### Dios y los seres celestiales.

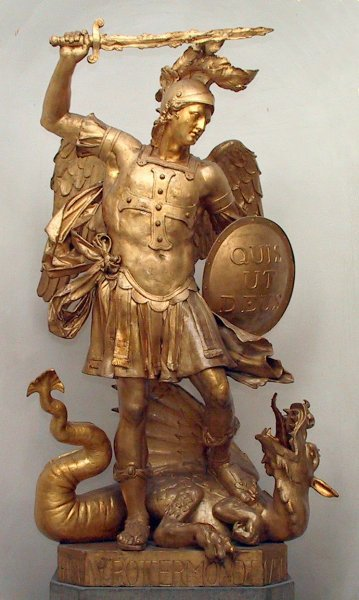
El Arcángel Miguel, miembro de la hueste de seres divinos que asisten a Dios en el cielo, derrotando a Satán, el dragón del caos.

Israel y Judá, al igual que otros reinos cananeos, originalmente tenían un panteón completo de dioses.  El jefe del antiguo panteón cananeo era el dios El, pero con el tiempo Yahvé lo reemplazó como dios nacional y los dos se fusionaron.  Los dioses restantes ahora estaban sujetos a Yahvé: "¿Quién en el cielo es comparable a Yahvé, como Yahvé entre los seres divinos? ¿Un dios temido en el Consejo de los seres santos...?" (Salmo 89:6–9). En el Libro de Job, el Consejo del Cielo, los Hijos de Dios (bene elohim) se reúnen en el cielo para revisar los acontecimientos en la Tierra y decidir el destino de Job.  Uno de ellos es "el Satán ", literalmente "el acusador", que viaja por la Tierra como un espía imperial persa (Job data del período del imperio persa), informando y probando la lealtad de los hombres. a Dios. 
Los cuerpos celestes (las huestes celestiales: el Sol, la Luna y las estrellas)[cita requerida] eran adorados como deidades, una práctica que la Biblia desaprueba y de la cual el justo Job protesta por su inocencia: "Si he mirado el sol cuando brillaba, o la luna... y mi boca ha besado mi mano, esto también sería una iniquidad...". La creencia en la divinidad de los cuerpos celestes explica un pasaje en Josué 10:12, generalmente traducido como Josué pidiendo al Sol y a la Luna que se detuvieran, pero en realidad Josué pronuncia un encantamiento. para asegurarse de que el dios del sol y el dios de la luna, que apoyaban a sus enemigos, no les proporcionaran oráculos.
En los textos anteriores del Antiguo Testamento los bene elohim eran dioses, pero posteriormente se convirtieron en ángeles, los "mensajeros" (malakim), a quienes Jacob ve subiendo y bajando una "escalera" (en realidad una montaña celestial) entre el cielo y la Tierra.. En obras anteriores, los mensajeros eran anónimos, pero en el período del Segundo Templo (539 a. C.-100 d. C.) comenzaron a recibir nombres y, finalmente, se convirtieron en las vastas órdenes angelicales del cristianismo y el judaísmo.  Así, los dioses y diosas que alguna vez habían sido superiores o iguales a Yahvé fueron primero sus pares, luego dioses subordinados y finalmente terminaron como ángeles a su servicio. 

#### El paraíso y el alma humana
No existe ningún concepto de alma humana ni de vida eterna en las partes más antiguas del Antiguo Testamento.  La muerte es la salida del aliento que Dios una vez sopló en el polvo, todos los hombres enfrentan el mismo destino en el Seol, una existencia sombría sin conocimiento ni sentimiento (Job 14:13; Qoheloth 9:5), y no hay manera que los mortales puedan entrar al cielo.  En los siglos posteriores al exilio babilónico, apareció en la literatura apocalíptica judía la creencia en la vida futura y la retribución posterior a la muerte.  Casi al mismo tiempo la Biblia fue traducida al griego, y los traductores usaron la palabra griega paradaisos (Paraíso) para el jardín de Dios y el Paraíso llegó a estar ubicado en el cielo. 

### Tierra

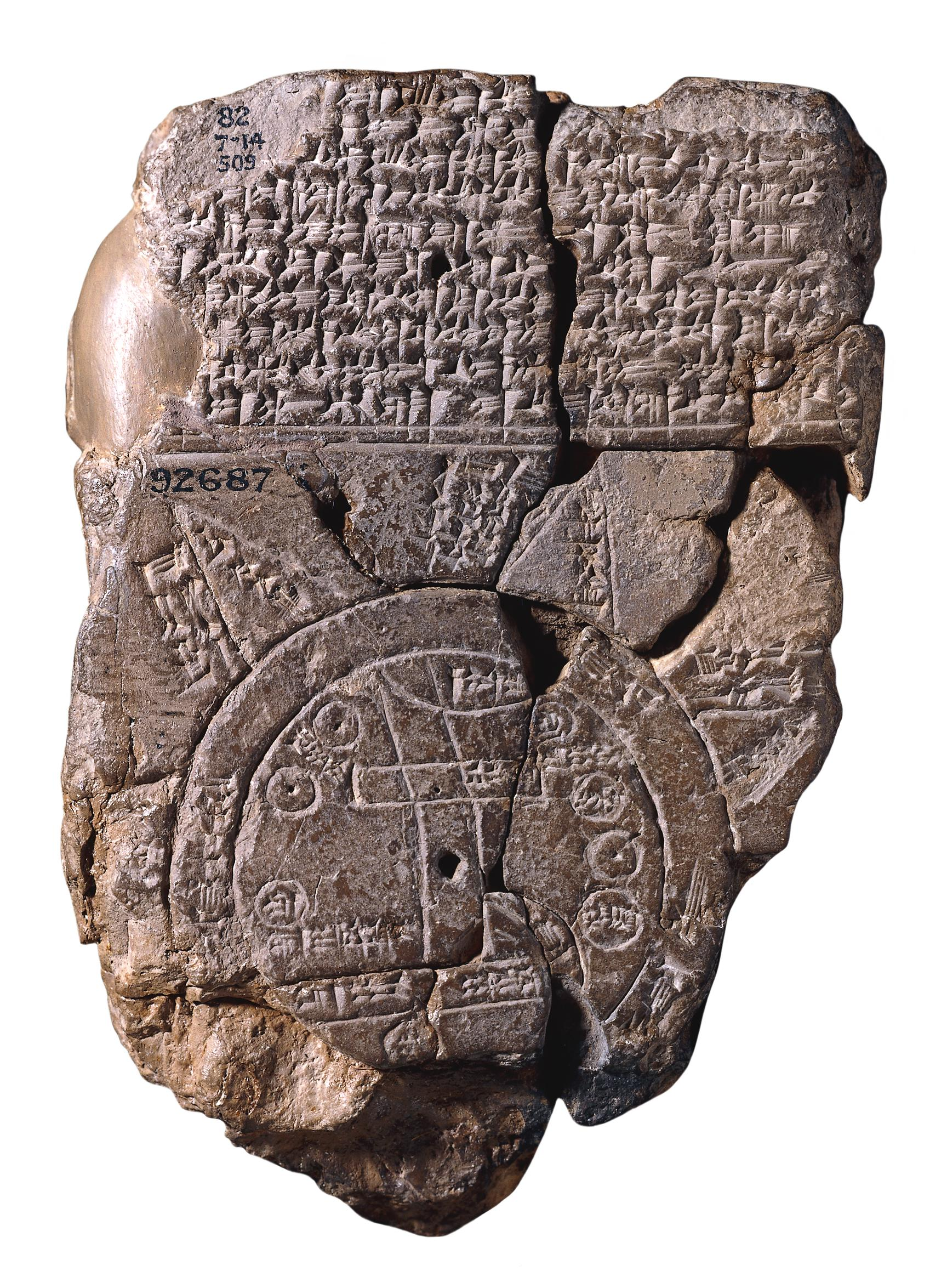
Mapa babilónico del mundo (c. 600 a. C.). El concepto de la Tierra en el Antiguo Testamento era muy similar: una Tierra plana y circular rodeada por un océano mundial, con fabulosas islas o montañas más allá en los "confines de la tierra".

#### Geografía cósmica
En el período del  Antiguo Testamento, la tierra era comúnmente considerada como un disco que flotaba sobre el agua.  El concepto era aparentemente bastante similar al representado en un mapamundi babilónico de alrededor del año 600 a. C.: un continente delimitado por un mar circular,  y más allá del mar una serie de triángulos equidistantes llamados nagu, "regiones distantes", aparentemente islas aunque posiblemente montañas. El Antiguo Testamento también sitúa islas a lo largo de la tierra; (Salmo 97:1) estos son los "confines de la tierra" según Isaías 41:5, el borde extremo del horizonte circular de Job (Job 26:10) donde la bóveda celeste se apoya sobre montañas. Otros pasajes del Antiguo Testamento sugieren que el cielo descansa sobre pilares (Salmo 75:3, 1 Samuel 2:8, Job 9:6), sobre cimientos (Salmo 18:7 y 82:5), o sobre "soportes" (Salmo 104: 5). El Libro de Job imagina el cosmos como una enorme tienda, con la tierra como suelo y el cielo como la tienda misma; desde los bordes del cielo Dios cuelga la tierra sobre "la nada", es decir, el vasto Océano, firmemente sostenido por estar atado al cielo (Job 26:7).  Si bien los medios técnicos por los cuales Yahvé evita que la tierra se hunda en las aguas del caos no están claros, está claro que lo hace en virtud de su poder personal. 
El autor de Apocalipsis asumió una tierra plana en Apocalipsis 7:1.  La idea de que la tierra era una esfera fue desarrollada por los griegos en el siglo VI a. C., y en el siglo III a. C. fue generalmente aceptada por romanos y griegos educados e incluso por algunos judíos. 

#### Templos, montañas, jardines y ríos.
En la cosmología del antiguo Cercano Oriente, el dios guerrero cósmico, después de derrotar a los poderes del caos, crearía el mundo y construiría su casa terrenal, el templo.  Así como el abismo, lo más profundo, era el lugar del Caos y la Muerte, así el templo de Dios pertenecía a la alta montaña. En la antigua Judá la montaña y la ubicación del Templo era Sion (Jerusalén),  el ombligo y centro del mundo (Ezequiel 5:5 y 38:12). Los Salmos describen a Dios sentado en su trono sobre el Diluvio (el mar cósmico) en su palacio celestial (Salmo 29:10), el rey eterno que "pone las vigas de sus aposentos superiores en las aguas" (Salmo 104:3). El Pentateuco samaritano identifica esta montaña como el monte Gerizim, lo que el Nuevo Testamento también reconoce implícitamente (Juan 4:20). Esta imaginería recuerda al dios mesopotámico Ea, que sitúa su trono en Apsu, las aguas dulces primitivas bajo la Tierra, y al dios cananeo El, descrito en el ciclo de Baal como si tuviera su palacio en una montaña cósmica que es la fuente del océano primordial. manantiales de agua.
El punto donde se unen los reinos celestial y terrenal se representa como un "jardín de Dios" terrenal, asociado con el templo y el palacio real. Ezequiel 28:12–19 sitúa el jardín del Edén en el monte de los dioses; en Génesis 2-3 la ubicación del Edén es más vaga, simplemente muy lejos "en el este", pero hay una fuerte sugerencia en ambos de que el jardín está adjunto a un templo o palacio. En Jerusalén, el Templo terrenal estaba decorado con motivos del cosmos y del Jardín y, como otros templos antiguos del Cercano Oriente, sus tres secciones formaban un microcosmos simbólico, desde el atrio exterior (el mundo visible de la tierra y el mar)., a través del Lugar Santo (el cielo visible y el jardín de Dios) hasta el Lugar Santísimo (el cielo invisible de Dios). La imaginería de la montaña cósmica y del jardín de Ezequiel reaparece en el Libro del Apocalipsis del Nuevo Testamento, aplicada a la Jerusalén mesiánica, con sus muros adornados de piedras preciosas, el "río del agua de la vida" que fluye de debajo de su trono (Apocalipsis 22: 1–2).
Una corriente subterránea (¿un océano subterráneo de agua dulce?) fertiliza el Edén antes de dividirse en cuatro ríos que llegan a toda la tierra (Génesis 2:5-6); en Ezequiel 47:1–12 (ver El templo de Ezequiel) y otros profetas, la corriente brota del templo mismo, hace florecer el desierto y convierte el mar Muerto de salado en fresco. Sin embargo, las aguas subterráneas son ambiguas: son la fuente de ríos que dan vida, pero también están asociadas con la muerte (Jeremías 2:6 y Job 38:16-17 describen cómo el camino al Seol es a través del agua, y sus puertas son situado al pie de la montaña en el fondo de los mares).

### Inframundo

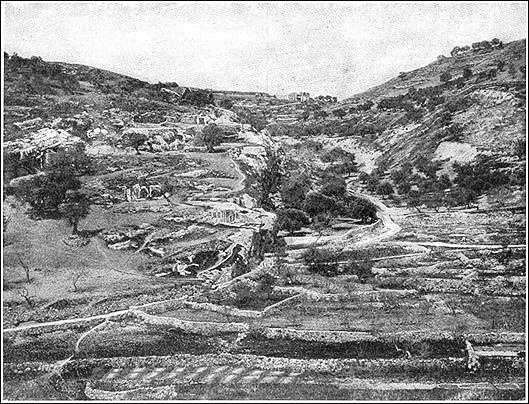
Valle de Hinom (o Gehena), c. 1900. Jeremías profetizó que, antiguo lugar de sacrificio de niños y vertedero de cadáveres de criminales ejecutados, se convertiría en un "valle de matanza" y lugar de enterramiento; Así, en la literatura posterior se identificó con una nueva idea del infierno como un lugar donde los malvados serían castigados.

#### El Seol y el Antiguo Testamento
Debajo de la tierra está el Seol, la morada de los refaim (sombras), aunque no está del todo claro si todos los que murieron se convirtieron en sombras, o sólo los "muertos poderosos" (compárese Salmo 88:10 con Isaías 14:9 y 26:14). Algunos pasajes bíblicos afirman que Dios no tiene presencia en el inframundo: "En la muerte no hay memoria de Ti, en el Seol, ¿quién te dará gracias?" (Salmo 6). Otros implican que los propios muertos son en algún sentido semidivinos, como la sombra del profeta Samuel, a quien se llama elohim, la misma palabra utilizada para Dios y los dioses. Aún otros pasajes declaran el poder de Dios sobre el Seol como sobre el resto de su creación: "Si (los malvados) cavan hasta el Seol, de allí los tomará mi mano..." (Amós 9:2).

#### Periodo intertestamentario
El Seol del Antiguo Testamento era simplemente el hogar de todos los muertos, tanto buenos como malos. En el período helenístico los judíos de habla griega de Egipto, quizás bajo la influencia del pensamiento griego, llegaron a creer que los buenos irían directamente a Dios, mientras que los malvados realmente morirían e irían al reino de Hades, dios del inframundo., donde tal vez sufrirían tormento. El Libro de Enoc, que data del período comprendido entre el Antiguo y el Nuevo Testamento, separa a los muertos en una caverna bien iluminada para los justos y cavernas oscuras para los malvados, y proporciona a los primeros un manantial, lo que tal vez signifique que estos son las aguas "vivas" (es decir, un manantial) de la vida.

#### Nuevo Testamento
En el Nuevo Testamento, la parábola de Jesús sobre el hombre rico y Lázaro refleja la idea de que los malvados comenzaron su castigo en el Hades inmediatamente después de morir.

#### Satanás y el fin de los tiempos
El Hades en el Nuevo Testamento es un lugar de retención temporal, que se utilizará sólo hasta el fin de los tiempos, cuando sus habitantes serán arrojados al pozo de la Gehena o lago de fuego (Apocalipsis 20:10-14). Este lago está bajo tierra o quedará bajo tierra cuando emerja la "nueva tierra". Satán no habita ni supervisa el inframundo – su esfera de actividad es el mundo humano – y sólo será arrojado al fuego al final de los tiempos. Aparece a lo largo del Antiguo Testamento no como enemigo de Dios sino como su ministro, "una especie de Fiscal General con poderes de investigación y disciplinarios", como en el Libro de Job. Fue sólo con los primeros Padres de la Iglesia que se le identificó con la serpiente en el Jardín del Edén y llegó a ser visto como un rebelde activo contra Dios, que buscaba frustrar el plan divino para la humanidad.